# Tennistoernooi van Madrid 2019
|                                       |  |                                      |
| Kiki Bertens, winnares bij de vrouwen |  | Novak Đoković, winnaar bij de mannen |

Het tennistoernooi van Madrid van 2019 werd van 4 tot en met 12 mei 2019 gespeeld op de gravelbanen van het Manzanares Park Tennis Center ("Caja Mágica") in de Spaanse hoofdstad Madrid. De officiële naam van het toernooi was Mutua Madrid Open.
Het toernooi bestond uit twee delen:
- WTA-toernooi van Madrid 2019, het toernooi voor de vrouwen
- ATP-toernooi van Madrid 2019, het toernooi voor de mannen

Het toernooi trok 278.110 toeschouwers.

## Toernooikalender
| vrouwenenkelspel  | 1e ronde | 1e ronde | 2e ronde | 2e ronde | 3e ronde | kwartfinale | halve finale | finale       |        |
| vrouwendubbelspel | 1e ronde | 1e ronde | 1e ronde | 2e ronde | 2e ronde | kwartfinale | halve finale | finale       |        |
| mannenenkelspel   |          | 1e ronde | 1e ronde | 2e ronde | 2e ronde | 3e ronde    | kwartfinale  | halve finale | finale |
| mannendubbelspel  |          |          | 1e ronde | 1e ronde | 2e ronde | 2e ronde    | kwartfinale  | halve finale | finale |

ATP-toernooi van Madrid – WTA-toernooi van Madrid

2009 · 2010 · 2011 · 2012 · 2013 · 2014 · 2015 · 2016 · 2017 · 2018 · 2019 · 2020 · 2021 · 2022 · 2023 · 2024